# Licinio Refice

Fotoritratto giovanile di Refice.

Licinio Goffredo Clinio Elpidio Refice (Patrica, 12 febbraio 1883 – Rio de Janeiro, 11 settembre 1954) è stato un compositore italiano, tra i massimi riformatori (con Lorenzo Perosi e Raffaele Casimiri) della musica sacra all'interno del movimento suscitato da papa Pio X.

## Biografia
Si diplomò nel 1910 in composizione con il massimo dei voti e menzione speciale del Ministero della Pubblica Istruzione.
Caratteristica della sua arte è una certa eccitazione che imprime alle composizioni anche sacre, specialmente alle Messe che egli considerava come dei "microdrammi": non a caso la sua prima Messa, dal titolo Cantate Domino canticum novum (1910) suscitò vive polemiche e il compositore rischiò di perdere due prestigiosi impieghi: insegnante alla Scuola Superiore di Musica Sacra e direttore della Cappella Musicale Liberiana (Basilica di Santa Maria Maggiore). Si mise in luce con una serie di composizioni che ampliavano e modificavano l'Oratorio tradizionale adottando la lingua volgare come veicolo di una più diretta comunicazione. Vanno ricordati a questo proposito il Dantis pöetae transitus (Ravenna, 13 dicembre 1921) su libretto italiano di Giulio Salvadori. A Ravenna giunse in compagnia di Arturo Toscanini, il quale in seguito si sarebbe espresso sul conto del Refice in modo iperbolico. Seguì il Trittico francescano (Assisi, 3 ottobre 1926) su testo di Emidio Mucci.

Licinio Refice nel 1952.

Fu proprio il temperamento che, sebbene sacerdote, lo portò a comporre opere liriche a tema sacro: Cecilia, in tre episodi e quattro quadri, e Margherita da Cortona in un prologo e tre atti, basate sulle vite delle due sante omonime (Cecilia di Roma, martire nel III secolo, e Margherita da Cortona). La prima di Cecilia, il 15 febbraio 1934 al Teatro Reale dell'Opera di Roma, con la regia di Marcello Govoni, ebbe un grande successo anche grazie all'interpretazione del celebratissimo soprano Claudia Muzio (vedi sito ufficiale). L'evento fu possibile dopo una decennale battaglia condotta da Refice presso le autorità civili e religiose; la partitura era infatti pronta già nel 1922 e l'autore sperava di rappresentarla per l'Anno Santo del 1925. Grazie ad alcuni primati riscossi con quest'opera, ottenne di poter inaugurare la stagione teatrale alla Scala di Milano il 1º gennaio 1938 con Margherita da Cortona, protagonista Augusta Oltrabella con Giovanni Voyer e Tancredi Pasero diretti da Franco Capuana. Toscanini, dopo l'esecuzione, così si espresse: «Refice sarebbe il più grande operista del nostro tempo se non fosse per quella tonaca». Con questa espressione il grande direttore d'orchestra prevedeva il peso che l'abito ecclesiastico avrebbe esercitato sull'artista. Tuttavia occorre riconoscere che Refice non recriminò mai sul proprio status, sentendosi fino in fondo un autore di musica sacra. Dopo l'opera lirica dedicata ad una martire cristiana e l'altra che narra le vicende di una peccatrice redenta, Refice sembrò confermare ciò che Arturo Toscanini aveva appena detto di lui. In effetti l'agiografia non fornisce materia per la drammaturgia diversificabile.
Refice si dedicò a portare le due opere nei maggiori teatri del mondo sempre con vivo successo, entrando in conflitto con il Capitolo di Santa Maria Maggiore perché trascurava il suo ruolo di Maestro di Cappella: motivo per cui fu estromesso mentre, a capo dei Cantori Romani di Musica Sacra (gruppo da lui stesso formato), percorreva Stati Uniti, Messico e Canada per una serie di concerti durata sei mesi e che ebbe grande risonanza anche politica nel clima del dopoguerra, tal punto da ricevere felicitazioni da parte dello statista Alcide De Gasperi, come ricorda Giulio Andreotti in uno dei suoi ultimi libri [senza fonte].
Negli ultimi anni volle tornare all'opera lirica e iniziò a musicare Il Mago del suo librettista Emidio Mucci, che redasse un dramma ambientato nei primi secoli del Cristianesimo. L'opera rimase incompiuta al primo atto per la morte di Refice, avvenuta a Rio de Janeiro l'11 settembre 1954, alle ore 10:15, durante le prove di Cecilia; protagonista di tale allestimento era Renata Tebaldi, di cui Refice fu tra i primi a intuire la grandezza. Il coro cantava:«A morte! A morte!» all'indirizzo di Cecilia. Le sue spoglie furono inumate nel cimitero di Patrica.
Il Conservatorio di Frosinone e l'Associazione Musicale Culturale di Patrica sono a lui dedicati.

## Opere
Refice fu autore di poco meno di 400 composizioni, di cui segue un parziale elenco.

### Opere liriche
- Cecilia (1934).
- Margherita da Cortona, libretto di Emidio Mucci (1938).
- Il Mago (1954 – incompiuta).

### Messe
Refice ne compose 40:
- Cantate Domino Canticum novum (1910).
- Ad Dominum cum tribularer clamavi (1913).
- Dominicalis (1913).
- Gratia Plena (1914).
- Choralis (1916).
- Jubilaei (1925).
- Regina Martyrum (1925).
- Festiva (1926).
- Sanctae Clarae assiensis (1928 e 1931).
- Requiem (1931).
- Sancti Eduardi Regis (1933).
- Sanctae Teresiae (1938).
- Sanctae Luciae (1947).
- Pro Defunctis Patriae profuso sanguine testibus (1948).
- In navititate beatae Mariae virginis (1938).
- In honorem beatae Mariae de Mattias (1950).
- Sancti Ignatii a Laconi (1951).
- Beatae Mariae virginis sub titulo gratiarum (1951).
- Assumptionis beatae Mariae virginis (1951).
- Solemnis (1954)..

### Oratori e simili
- Chananaea (1914).
- Maria Maddalena (1916).
- Martyrium Agnetis Virginis (1917).
- Dantis Pöetae transitus (1921).
- Trittico francescano (1926).
- La Samaritana (1933).
- L'Oracolo (1946).
- Lilium Crucis (1952).

### Composizioni varie
- Stabat Mater (1916).
- Pomposia (1950).
- Justorum animae.
- Mottetti, varie raccolte.
- Miserere.
- Magnificat in Fa.
- Lauda Jerusalem..
- Liriche sacre e profane.
- Salmi vari.
- musica per l'Inno a san Sisto I (patrono di Alatri).